# Iparművészeti Tanács
Az Iparművészeti Tanácsot a brit Design Council mintájára alkották meg. A formatervezés tartozott a feladatkörébe. A textil-, szilikát- bútoripar, az ötvösség, a csomagolás- gépipar- és műanyagipar területeken kutattak, hogy tárgyakba öntsék eredményeiket. Az Iparművészeti Tanács jelentette meg az Ipari Művészet című kiadványt. Wehner Tibor művészettörténész irányításával történt az anyag tartalmi feltárása.
A Népi Iparművészeti Tanács díjakkal jutalmazza az iparművészeket, legyen szó bőrművességről, fazekasságról textiltervezésről. A Népi Iparművészeti Tanács ítéli oda népi iparművész címet.

## Külső hivatkozások
- Az Ipari Tanács működése .pdf